# Arenal, Yoro
Arenal är en ort i Honduras.   Den ligger i Departamento de Yoro, i den centrala delen av landet, 150 km norr om huvudstaden Tegucigalpa. Arenal ligger 642 meter över havet och antalet invånare är 1 722.